# Asadipus longforest
Asadipus longforest is een spinnensoort uit de familie Lamponidae. De soort komt voor in Zuid-Australië, Victoria en Tasmanië.